# Pseudoștiință
Pseudoștiința constă în cunoștințe, metodologii și/sau practici care încearcă în mod eronat, deliberat sau prin ignoranță, să treacă drept științifice.
Pseudoștiința este o metodologie, credință sau practică, considerată de susținătorii ei drept științifică, sau care pare a fi științifică dar nu aderă la o metodologie științifică adecvată, lipsindu-i susținerea prin dovezi sau caracterul plauzibil, sau statutul științific confirmat. Termenul s-a format din prefixul grec pseudo- (fals, sau care se pretinde a fi) și știința (din latinescul scientia, însemnând “cunoaștere”). Cea mai veche utilizare a acestei denumiri se consideră ca aparținând fiziologului francez François Magendie, care este considerat unul din pionierii fiziologiei experimentale.
Termenul este folosit în sens peiorativ, pentru a desemna o încadrare inadecvată sau înșelătoare ca știință. Corespunzător, cei care practică sau susțin o “pseudoștiință” sunt caracterizați prin aceiași termeni. Există o divergență între filozofii științei și unii membri ai comunității științifice referitor la posibilitatea unei distincții obiective între “pseudoștiință” și “știință”.
Profesorul Paul DeHart Hurd consideră că o mare parte din licențiații în știință “sunt în stare să distingă între știință și diferitele pseudoștiințe precum astrologia, șarlatania medicală, ocultismul, sau superstiția”. După cum se spune în diferite cursuri despre introducerea în științe, pseudoștiința este oricare subiect care pare a fi științific la prima vedere, sau ai cărui susținători susțin că este științific, dar care contravine condițiilor de testare sau deviază mult de la alte aspecte fundamentale ale metodelor științifice. Fundația Națională pentru Știință a SUA, în raportul său “Credința în pseudoștiință”, ia în considerare zece exemple de credințe paranormale considerate ca fiind pseudoștiințifice: percepția extrasenzorială (ESP), casele bântuite, fantomele, telepatia, clarviziunea, astrologia, comunicarea mentală cu morții, vrăjitoarele, reîncarnarea, și spiritismul.
Pseudoștiința este caracterizată de folosirea unor afirmații vagi, exagerate sau care nu se pot testa, supralicitarea confirmării în detrimentul argumentării, lipsa transparenței pentru teste realizate de alți experți, și o stagnare în dezvoltarea teoriei.

## Prezentare generală
Standardele pentru determinarea unui volum de cunoștințe, metodologii sau practici drept neștiințifice includ lipsa de rezultate experimentale, nefalsificabilitate, neaplicarea metodei științifice sau a principiului parcimoniei (cunoscut și ca Briciul lui Occam sau Lama lui Occam).
Se consideră adesea de către unii comentatori ai fenomenului pseudoștiințific că unele forme ale pseudoștiințelor nu sunt decât o distracție nevinovată. Alții, așa cum sunt Richard Dawkins și Carl Sagan consideră că toate formele de pseudoștiință sunt dăunătoare, chiar dacă nu oferă un pericol imediat pentru adepți.
Promovarea pseudoștiințelor se face din varii motive, de la simpla ignoranță sau naivitate referitoare la natura științei și a metodei științifice, mergând până la fraudarea deliberată realizată în scopuri financiare sau politice.
Posibilitatea apariției pseudoproblemelor în procesul cunoașterii științifice constă în natura contradictorie a raportului dintre subiect și obiect, în infinitatea obiectului cercetării și caracterul inevitabil limitat al posibilităților cognitive ale subiectului în orice moment dat, detașării parțiale sau totale a subiectului de obiect și a pierderii legăturii cu el în anumite verigi esențiale ale ei, mai ales prin intervenția unor factori psihologici și sociologici.

## Știința și pseudoștiința

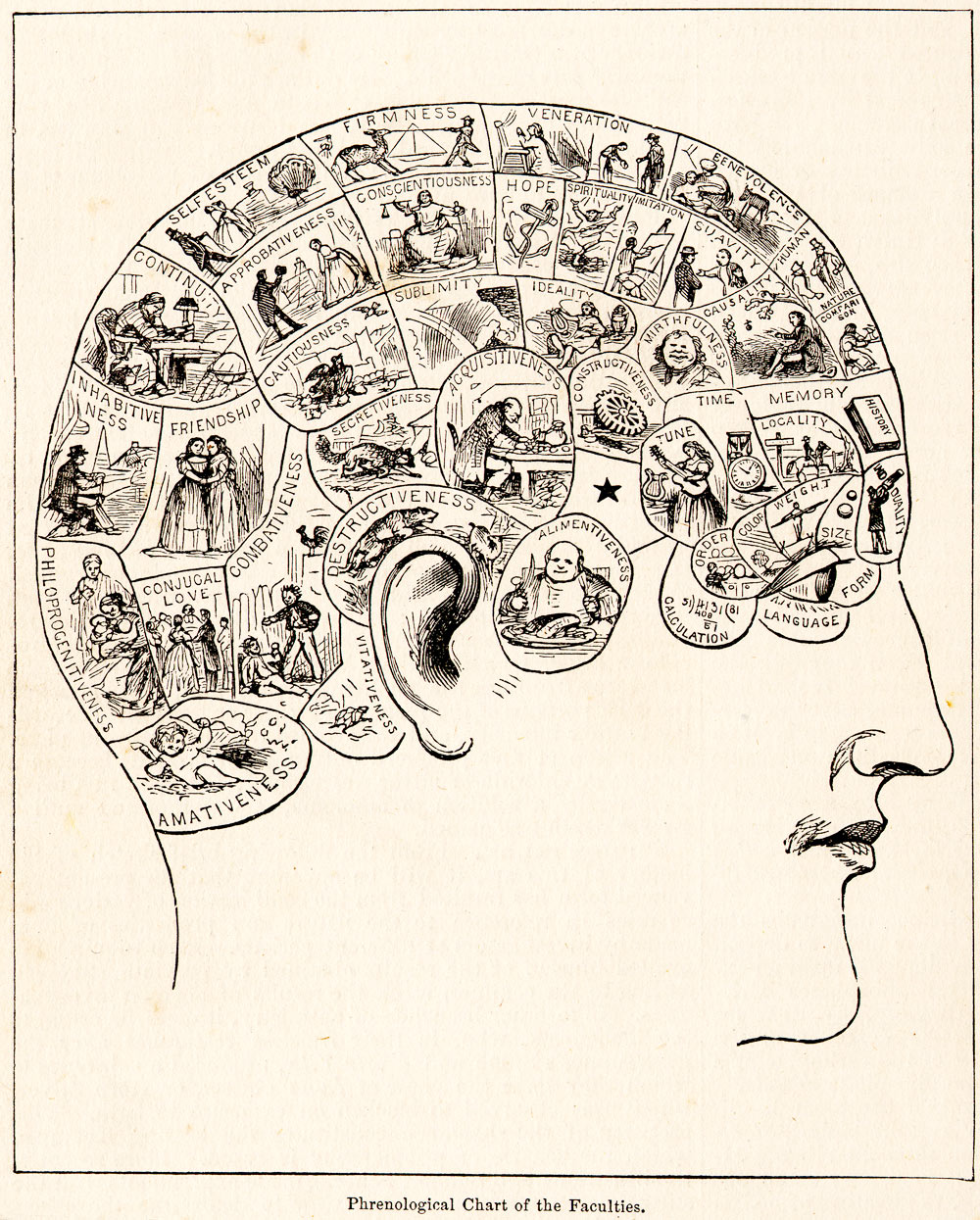
O diagramă tipică de frenologie secolul 19: În anii 1820, frenologiștii susțineau că mintea este localizată în zone ale creierului, și au fost atacați pentru că se îndoiau de faptul că mintea vine din sufletul imaterial. Ideea lor despre citirea "protuberanțelor" de pe craniu pentru a prezice trăsăturile de personalitatea mai târziu a fost discreditată. Frenologia a fost numit mai întâi o pseudoștiință în 1843 și continuă să fie considerată astfel și azi.

### Metodologie științifică
În timp ce standardele pentru a determina dacă un set de cunoștințe, metodologii, sau practici este științific poate varia de la domeniu la domeniu, o serie de principii de bază sunt unanim acceptate de către oamenii de știință. Noțiunea de bază este că toate rezultatele experimentale ar trebui să fie reproductibile, și să poată fi verificate de către alte persoane. Aceste principii urmăresc să asigure că experimente pot fi reproduse măsurabil în aceleași condiții, și să permită investigații suplimentare pentru a determina dacă o ipoteză sau teorie în legătură cu fenomenele date este valabilă și de încredere. Standardele solicită ca metoda științifică să poată fi aplicată peste tot, iar prejudecățile să poată fi controlate sau eliminate prin metode aleatorii, procedurile de prelevare a probelor să fie corecte, studiile să fie obiective, precum și alte metode. Toate datele culese, inclusiv condițiile experimentale sau de mediu, se așteaptă să fie documentate pentru a fi reproduse și puse la dispoziție pentru evaluare, permițând experimentelor sau studiilor suplimentare să fie realizate pentru a confirma sau infirma rezultatele. Cuantificarea statistică a importanței, încrederii, și erorii sunt, de asemenea, instrumente importante pentru metoda științifică.

### Falsificabilitatea
La mijlocul secolului 20, Karl Popper a extins criteriul de falsificabilitate pentru a distinge știința de non-știință. Falsificabilitatea înseamnă că un rezultat poate fi infirmat. De exemplu, o mențiune precum "Dumnezeu a creat universul" poate fi adevărată sau falsă, dar niciun test nu poate fi conceput care să poată dovedi niciuna din posibilități; ea pur și simplu se află în afara posibilităților științei. Popper a folosit astrologia și psihanaliza ca exemple de pseudoștiință, și teoria relativității a lui Einstein ca exemplu de știință. El a împărțit non-știința în formulări filosofice, matematice, mitologice, religioase și metafizice, pe de o parte, și formulări pseudoștiințifice pe de altă parte, deși nu a furnizat criterii clare pentru diferențe.
Un alt exemplu care arată necesitatea distinctă pentru o pretenție de falsificabilitate a fost dusă mai departe de Carl Sagan în Lumea demonilor vânați, atunci când el vorbește despre un dragon invizibil pe care îl are în garaj. Ideea este că nu există niciun test fizic pentru a confirma prezența acestui dragon. Indiferent de ce test crezi că poți imagina, există ulterior un motiv pentru care acel test nu se poate aplica la dragonul zburător, astfel încât nimeni nu poate dovedi dacă acesta există cu adevărat. Sagan afirmă că „incapacitatea de a invalida ipoteza mea nu este deloc același lucru cu a dovedi că este adevărată”, explicând încă o dată că chiar dacă o astfel de pretenție ar fi adevărată, ea s-ar situa în afara domeniului de cercetare științifică.
Marea diferență pe care Popper o identifică între știință și pseudoștiință este o diferență de atitudine. În timp ce o pseudo-știință este creată pentru a căuta dovezi care susțin afirmațiile sale, spune Popper, știința este înființată pentru a-și contesta afirmațiile și pentru a căuta dovezi care ar putea dovedi că este falsă. Cu alte cuvinte, pseudoștiința caută confirmări și știința caută falsificări.— Janet D. Stemwedel, Scientific American

### Normele lui Merton
În 1942, Robert K. Merton a identificat un mic set de "norme" care caracterizează ceea ce face ca o știință să fie "reală". Dacă vreuna dintre norme a fost încălcată, Merton consideră conceptul respectiv ca fiind non-știință. Normele sale sunt:
- Originalitate: Testele și cercetările efectuate trebuie să 	prezinte ceva nou pentru comunitatea științifică. (Notă: Merton nu a menționat-o, ci a fost adăugată ulterior la acronimul CUDOS).
- Detașare/dezinteresare: Motivele oamenilor de știință pentru practicarea acelei 	științe trebuie să fie pur și simplu pentru extinderea cunoștințelor lor. 	Oamenii de știință nu ar trebui să aibă motive personale (interese proprii) pentru a aștepta 	anumite rezultate.
- Universalitate/nediscriminare: Nicio persoană nu ar trebui să poată obține mai 	ușor informațiile științifice decât oricare altă persoană. Clasa socială, 	religia, etnia, sau orice alți factori cu caracter personal, nu ar trebui să 	fie factori de care să depindă capacitatea cuiva de a primi sau de a efectua 	un tip de știință.
- Scepticism organizat: Faptele științifice nu trebuie să se bazeze pe 	credință. Fiecare susținere trebuie chestionată, argumentată și verificată pentru 	erori sau pretenții incorecte în mod constant.
- Accesibilitate publică/comunism: Orice cunoaștere științifică obținută de 	cineva trebuie să fie pusă la dispoziția tuturor. Rezultatele oricărei 	cercetări ar trebui să fie făcute publice și împărtășite în mod comun de toată comunitatea științifică.

### Refuzul de a recunoaște problemele
În 1978, Paul Thagard a propus ca pseudoștiința să se distingă de știință în primul rând prin faptul că ar fi mai puțin progresivă decât teoriile alternative pe o perioadă lungă de timp, iar susținătorii săi nu reușesc să recunoască sau să rezolve probleme cu ajutorul teoriei. În 1983, Mario Bunge a sugerat categoriile de "domenii de credință" și "domenii de cercetare", pentru a ajuta la a distinge între pseudoștiință și știință, în cazul în care prima este în primul rând personală și subiectivă, și cea de a doua implică o anumită abordare sistematică.

### Critica termenului
Filosofii științei, cum ar fi Paul Feyerabend, au susținut că nu este nici posibil, nici de dorit, o distincție între știință și non-știință. Printre problemele care pot face distincția dificilă este viteza variabilă de evoluție între teoriile și metodologiile științei ca răspuns la noile date. În plus, standardele specifice aplicabile unui domeniu al științei ar putea să nu fie aplicabile în alte domenii.
Larry Laudan a sugerat că pseudoștiința nu are nicio semnificație științifică și este folosită în principal pentru a descrie emoțiile noastre: "Dacă am fi corecți și ne-am situa de partea motivației, ar trebui să renunțăm la termeni precum "pseudo-știință" și "ne-știință" din vocabularul nostru, acestea sunt doar fraze goale, care produc numai emoții pentru noi". De asemenea, Richard McNally afirmă, "Termenul de "pseudo-știință" a devenit ceva mai mult decât un motiv inflamator pentru demiterea rapidă a adversarilor cuiva în media," și "Când antreprenorii terapeutici au pretenții pe seama intervențiilor lor, nu ar trebui să ne pierdem timpul încercând să aflăm dacă intervențiile lor se califică ca pseudoștiință. Mai degrabă, ar trebui să îi întrebăm: De unde știi că funcționează intervenția ta? Care este dovada ta"?

## Clasificarea pseudoștiințelor
Pseudoștiințele pot fi identificate prin prezența uneia din următoarele caracteristici:
- prezentarea de afirmații și teorii fără legătură cu rezultatele experimentale obținute;
- prezentarea de afirmații care nu pot fi verificate sau dovedite false, violând falsificabilitatea;
- prezentarea de afirmații care contrazic rezultatele experimentale cunoscute;
- neoferirea posibilității experimentale de a obține rezultate reproductibile;
- evitarea revizuirii rezultatelor de mediul academic înaintea publicării lor, numită știință prin conferință de presă
- afirmarea că o teorie prezice ceva deși nu o face;
- afirmarea că o teorie prezice ceva care nu se confirmă în practică;
- violarea principiului parcimoniei, principiul euristic care cere alegerea explicației care solicită un minimum de presupuneri adiționale atunci când sunt posibile mai multe explicații viabile;
- lipsa de progres spre obținerea de noi probe ale afirmațiilor făcute.

Pseudoștiința se distinge de revelație, teologie sau spiritualitate prin pretenția de a folosi mijloace "științifice". Sistemele de idei care se bazează pe cunoștințe "divine" sau "inspirate" nu sunt considerate pseudoștiință dacă acestea nu pretind ele însele că ar fi științifice sau nu încercă să modifice bazele științei. De asemenea colecțiile de informații practice care nu se pretind a fi științifice nu sunt considerate pseudoștiință.

## Pseudoștiința în contrast cu protoștiința
Protoștiința, termen folosit pentru prima dată de filozoful american Thomas Kuhn în 1970, desemnează un termen folosit pentru a descrie o știință într-o stare embrionară, așa cum a fost alchimia pentru chimie. Există astfel și ipoteze protoștiințifice, care nu au fost încă testate adecvat utilizând metoda științifică, dar care sunt în rest relativ consistente cu știința existentă, sau dacă nu sunt oferă, cel puțin, o motivație rezonabilă a inconsistenței.
Pseudoștiința, dimpotrivă, e deseori caracterizată de inexistența unor teste adecvate sau măcar a posibilității lor, iar uneori e netestabilă în principiu. Lipsa testabilității nu o face însă adevărată, întrucât lipsa probei contrare nu este proba adevărului.
Granițele dintre pseudoștiință, protoștiință și știința reală sunt deseori neclare pentru un nespecialist, uneori chiar și pentru experți.
Dacă afirmațiile unei pseudoștiințe date pot fi testate experimental e posibil ca ea să fie știință reală, oricât de ciudate, uluitoare sau neintuitive ar fi. Dacă însă nu pot fi testate, probabil e o pseudoștiință. Dacă afirmațiile sunt inconsistente cu rezultatele experimentale existente sau cu teoriile considerate valide se prezumă de obicei că e o pseudoștiință. Reciproc, dacă afirmațiile unei "științe" nu pot fi testate experimental e posibil să nu fie de fapt o știință reală, oricât de evidentă sau intuitivă pare.
În asemenea circumstanțe poate fi dificil de distins care dintre cele două "științe" e validă.
De exemplu atât susținătorii cât și detractorii Protocolului de la Kyoto asupra încălzirii globale au recrutat oameni de știință pentru a sprijini poziții contradictorii datorită scopurilor politice diferite. Practica înrolării științei în serviciul politicii mai e numită "știință de gunoi".

## Domenii asociate cu pseudoștiința
Articol principal: Lista teoriilor alternative, speculative sau disputate
- Acupunctura (mai ales teoria tradițională)
- Alchimia (deși e mai degrabă, per ansamblu, o pre- sau protoștiință)
- Astrologia (deși multă vreme a fost motivul principal pentru care se practica ce numim azi astronomie)
- Analiza științifică biblică
- Ayurveda (medicina ayurvedică)
- Chakra
- Caracterologia
- Clarviziunea
- Știința creației și
  - Baraminologie
  - Biologia Creației
  - Cosmologie Creaționistă
  - Geologia Potopului
  - Design inteligent
- Dianetică (Pseudoștiința Scientologiei.)
- Eugenia
- Esențialism
- Psihiatrie populară
- Grafologie
- Teoria Götaland
- Homeopatia
- Lunaceptia
- Metrologie pseudoștiințifică
- Numerologie
- Teoria melaninei care afirmă superioritatea rasei negre
- Geocentrism (Teoria pământului plat)
- Programarea Neuro-Lingvistică
- Noua Cronologie
- Teoria noutății
- Orgonomie
- Palmistrie
- Parapsihologie
- Schemele de Perpetuum mobile
- Personologie
- Frenologie
- Fiziognomie
- Precunoaștere
- Pseudoarheologie
  - Piramidologie (en)
- Spiritism (en)
- Cubul Timpului
- Telekinezia
- Telepatie
- Știintele Vedice (en)

Practicile medicale pseudoștiințifice sunt relativ populare. Uneori acestea oferă beneficii terapeutice trecătoare, datorită efectului placebo sau efectului observatorului.
În țările avansate, grupuri de protecție cum ar fi CSICOP s-au declarat îngrijorate de aparenta creștere a popularității pseudoștiințelor, mai ales în domenii științifice destinate să salveze vieți. Aceste "tratamente alternative" dau speranțe false pacienților în faze terminale și ajung să coste mari sume de bani fără să furnizeze un beneficiu real, tratament sau leac pentru diversele suferințe, ba chiar pot abate pacienții mai puțin bolnavi de la tratamentele care le pot salva viața.